# Canso (Marskrater)
Canso ist ein rund 26 Kilometer großer Einschlagkrater auf dem Mars. Er liegt circa 450 Kilometer westlich der Landestelle der Marssonde Viking 1 und noch näher am Kasei Vallis.
Benannt wurde er durch den kanadischen Astronomen Carlyle Smith Beals nach dessen Geburtsort. Der Name wurde 1988 von der Internationalen Astronomischen Union (IAU) anerkannt.